# Tony Guerrero
Tony „Ham“ Guerrero, eigentlich Antonio Rudy Guerrero (* 20. Februar 1944 in San Angelo, Texas; † 29. Januar 2011 in Austin, Texas) war ein US-amerikanischer Trompeter, Flügelhornist und Bandleader.

## Leben und Wirken
Guerrero wuchs bei seinen Großeltern auf und hatte ab neun Jahren Trompetenunterricht; später studierte er am Berklee College of Music in Boston. 1968 wurde er Mitglied der Formation Little Joe (Hernandez) and the Latinaires und gründete dann seine eigene Band Tortilla Factory, mit der Stile wie Jazz, Latin, Funk, Rockmusik und andere Richtungen zu einem eigenen Sound verband. Damit galt Guerreros als einer der Begründer des Tejano und des Chicano-Horn-Sounds der 1960er und 1970er Jahre. Mit der Band spielte er über 20 Alben ein und hatte auch eine Reihe von Hits in den Billboard Top Latin-LP-Charts, wie La Malagueña, Somos Novios, El Papalote und Cuando Vivas Conmigo. Später arbeitete Guerrero mit einer 16-köpfigen Salsa-Band, in der auch seine Kinder Cherith, Laura und Alfredo spielten (La Nueva Generacion). Nach einer Unterbrechung von 23 Jahren vereinigte er die Tortilla Factory 2006 wieder, um ein erkranktes Bandmitglied finanziell zu unterstützen; außerdem nahm er mit seiner alten Band das Album All That Jazz auf, das eine Grammy-Nominierung erhielt. Auch deren Album Cookin wurde als bestes Tejano-Album nominiert. Guerrero starb Ende Januar 2011 nach Komplikationen einer Diabetes-Erkrankung.
Tony „Ham“ Guerrero ist nicht mit dem gleichnamigen Trompeter und Keyboarder zu verwechseln.